# Melia azedarach
Mélia azédarach (укр. мелія ацедарах або мелія азедарах) — деревинна рослина, що росте в країнах Південної та Південно-Східної Азії, а також в Австралії; вид роду мелія родини мелієвих. Широко культивується в тропічних і субтропічних країнах.
Вид був описаний Карлом Ліннеєм за зразками, доставленим йому, швидше за все, з Сирії. Типовий примірник знаходиться у Лондоні.

## Назва

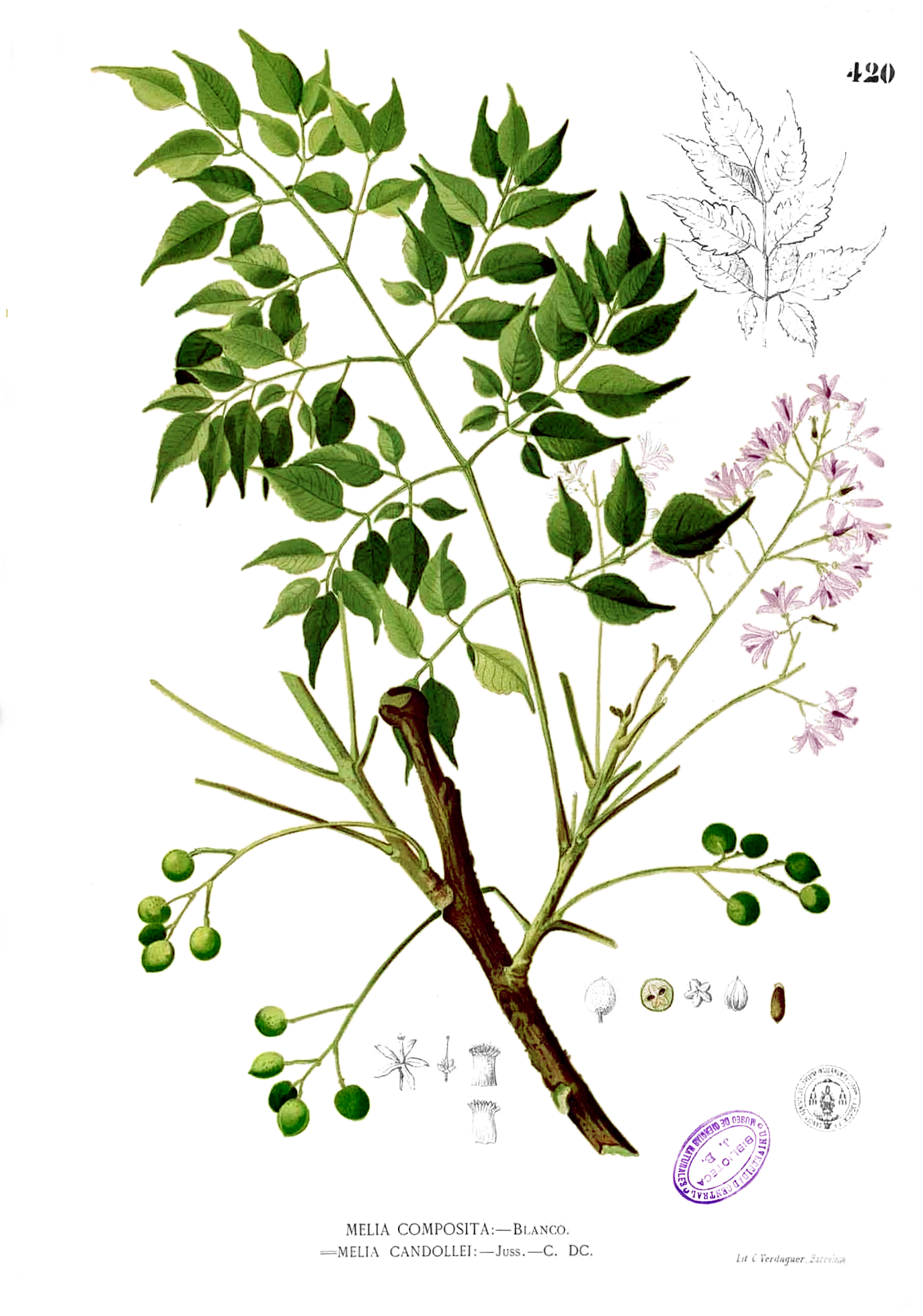
Ботанічна ілюстрація Melia azedarach

Лінней в якості видового епітета для латинської назви виду взяв арабську назву цього дерева, яке у своїх працях вказував Ібн Сіна.
|                |  |
| Квітки і плоди |  |

## Біологічний опис
Листопадне дерево 15-18 м заввишки, з широкою кроною.
Листя складні тричінепарноперисті 25-80 см завдовжки і складаються з 3-12 ланцетоподібних мілкозубчатих листочків.
Квітки лілові, зібрані у волоті.
Плоди — соковиті світло-жовті кулясті кістянки, що залишаються на дереві всю зиму.

## Хімічний склад
Рослина багата на алкалоїди; у корі міститься маргозин, у плодах — азадарин, у листках — параізин. Насіння рослини містять 40-60 % жирного масла. Воно гірке на смак, оскільки містить 0,1 % гіркої речовини — маргоспикріну.

## Використання
Водна настоянка листя володіє інсектицидними властивостями.